# Lucca (provins)
 For alternative betydninger, se Lucca (flertydig). (Se også artikler, som begynder med Lucca)
Provinsen Lucca (it. Provincia di Lucca) er en provins i regionen Toscana i det centrale Italien. Lucca er provinsens hovedby.
Der var 372.244 indbyggere ved folketællingen i 2001.

## Geografi
Provinsen Lucca grænser til:
- i nord mod Emilia-Romagna (provinserne Reggio Emilia og Modena),
- i øst mod provinserne Pistoia og Firenze,
- i syd mod provinsen Pisa og
- i vest mod Tyrrhenske hav og provinsen Massa-Carrara.

## Kommuner
- Altopascio
- Bagni di Lucca
- Barga
- Borgo a Mozzano
- Camaiore
- Camporgiano
- Capannori
- Careggine
- Castelnuovo di Garfagnana
- Castiglione di Garfagnana
- Coreglia Antelminelli
- Fabbriche di Vergemoli
- Forte dei Marmi
- Fosciandora
- Gallicano
- Lucca
- Massarosa
- Minucciano
- Molazzana
- Montecarlo
- Pescaglia
- Piazza al Serchio
- Pietrasanta
- Pieve Fosciana
- Porcari
- San Romano in Garfagnana
- Seravezza
- Sillano Giuncugnano
- Stazzema
- Vagli Sotto
- Viareggio
- Villa Basilica
- Villa Collemandina

43°51′N 10°31′Ø / 43.85°N 10.52°Ø